# نیروگاه هسته‌ای شناور روسیه
نیروگاه هسته‌ای شناور روسیه (به لاتین: Russian floating nuclear power station) یک کشتی هسته‌ای در روسیه است.